# Curtis Peebles
Curtis Peebles (né le 4 mai 1955) est un historien américain. Spécialiste d'aéronautique, il a rédigé plusieurs livres sur l'aviation et les phénomènes atmosphériques.

## Biographie
Curtis Peebles naît le 4 mai 1955. obtient son BA en histoire de l'université d'État de Californie à Long Beach en 1985.
Curtis Peebles se range parmi les sceptiques des témoignages sur les OVNI. Il a été interviewé pour plusieurs documentaires sur les OVNI. Par exemple, il apparaît dans Where Are All the UFOs?, un documentaire de A&E Network diffusé en 1997, et dans les documentaires Unsolved History: Area 51 et Roswell: The Final Declassification de History Channel. Dans son livre Watch the Skies!, une histoire critique des phénomènes associés aux OVNI, il rejette les témoignages sur les soucoupes volantes ; pour lui, il s'agit d'interprétations fautives d'objets, de phénomènes et d'expériences conventionnels. Publishers Weekly juge ce livre médiocre. Par contre, Choice: Current Reviews for Academic Libraries (en) (éditeur s'adressant aux bibliothécaires universitaires américains) juge que le livre est bien documenté.
À partir de 2000, Peebles travaille au département d'histoire du Dryden Flight Research Center, un musée de la NASA. En 2008, il travaille toujours comme historien pour le compte de la NASA.
En plus de ses publications sur les OVNI, Peebles a rédigé plusieurs livres sur des projets d'armes développées pour l'US Air Force. Il prononce régulièrement des conférences sur l'histoire de l'aviation.

## Œuvres
- Watch the Skies! A Chronicle of the Flying Saucer Myth, Smithsonian Institution Press, 1994.  (ISBN 1-56098-343-4)
- Asteroids: a History, Smithsonian Institution Press, 2001.  (ISBN 1-56098-982-3) (réédition en 2000,  (ISBN 1-56098-389-2))
- Twilight Warriors: Covert Air Operations Against the USSR, Naval Institute Press, 2005.  (ISBN 1-59114-660-7)
- The Moby Dick Project: Reconnaissance Balloons over Russia, Smithsonian Books, 1991.  (ISBN 1-56098-025-7)
- Dark Eagles: A History of Top Secret U.S. Aircraft Programs, 1997.  (ISBN 0-89141-623-4)
- Shadow Flights.  (ISBN 0-89141-700-1)
- Guardians: Strategic Reconnaissance Satellites.  (ISBN 0-89141-284-0)
- Battle for Space.  (ISBN 0-8253-0160-2)
- High Frontier: The U.S. Air Force and the Military Space Program, 1997.  (ISBN 0-16-048945-8)
- The Corona Project: America's First Spy Satellites, Annapolis: Naval Institute Press.  (ISBN 1-55750-688-4)
- (avec Milton O. Thompson) Flying Without Wings: NASA Lifting Bodies and the Birth of the Space Shuttle, Smithsonian History of Aviation and Spaceflight, 1999.  (ISBN 0-947554-78-5)
- (avec Ned Allen) Road to Mach 10 : lessons learned from the X-43A flight research program, Reston : American Institute of Aeronautics and Astronautics, 2008.  (ISBN 9781563479328)